# Rogliano (Alta Córsega)
Rogliano é uma comuna francesa na região administrativa de Córsega, no departamento da Alta Córsega. Estende-se por uma área de 26,7 km². 